# Plectris niveoscutata
Plectris niveoscutata är en skalbaggsart som beskrevs av Moser 1918. Plectris niveoscutata ingår i släktet Plectris och familjen Melolonthidae. Inga underarter finns listade i Catalogue of Life.